# Natascha Schmitt
Natascha Schmitt (* 19. Februar 1986 in Bad Soden als Natascha Karin Schmitt) ist eine ehemalige deutsche Langstreckenläuferin, Duathletin und Triathletin.

## Werdegang

### Profi-Triathletin seit 2011
Natascha Schmitt betreibt Triathlon seit 2009 und ist seit 2011 als Profi-Athletin aktiv.

Sie schloss 2012 ihr Studium der Diplom-Sportwissenschaft an der Johannes Gutenberg-Universität Mainz ab.
Schmitt startete im Triathlon vorwiegend auf der olympischen Distanz sowie auf der Mitteldistanz.

### Langdistanz seit 2013
In Frankfurt startete sie im Juli 2013 erstmals auf der Langdistanz und im Juli 2014 wurde sie Zehnte beim Ironman Germany (Ironman European Championships).
Im August 2015 konnte sie bei der sechsten Austragung zum dritten Mal den Frankfurt-City-Triathlon gewinnen. Im September holte sie sich ihren ersten Sieg auf der Mitteldistanz beim Ironman 70.3 Rügen.
Beim Ironman 70.3 Luxemburg holte sich die damals 30-Jährige im Juni 2016 ihren zweiten Sieg auf der Mitteldistanz, nachdem sie hier im Vorjahr schon den zweiten Rang belegt hatte.

Im Juli wurde sie Vierte bei den Ironman European Championships in Frankfurt am Main und damit Dritte bei der Deutschen Meisterschaft auf der Triathlon-Langdistanz. Sie erreichte mit 9:16:40 Stunden eine neue persönliche Bestzeit für die Ironman-Distanz (3,86 km Schwimmen, 180,2 km Radfahren und 42,195 km Laufen).
Seit 2019 tritt sie nicht mehr international in Erscheinung.
Natascha Schmitt lebt in Frankfurt am Main, ist selbstständig als Personaltrainerin tätig und betreut u. a. die Triathletin Bianca Grosse.

## Sportliche Erfolge
| Datum/Jahr    | Rang | Wettbewerb                             | Austragungsort    | Zeit     | Bemerkung |
| ------------- | ---- | -------------------------------------- | ----------------- | -------- | --- |
| 19. Mai 2019  | 1    | Challenge Heilbronn                    | Heilbronn         | 02:15:15 | Kurzdistanz (1,5 km Schwimmen, 40 km Radfahren und 10 km Laufen) |
| 7. Aug. 2016  | 1    | Frankfurt-City-Triathlon               | Frankfurt am Main | 02:09:12 | vierter Sieg in Frankfurt |
| 29. Mai 2016  | 1    | Ludwigsburger Citytriathlon            | Ludwigsburg       | 02:08:47 | |
| 2. Aug. 2015  | 1    | Frankfurt-City-Triathlon               | Frankfurt am Main | 02:11:01 | |
| 6. Sep. 2014  | 8    | DTU Deutsche Triathlon-Meisterschaften | Deutschland       | 01:04:39 | Deutsche Triathlon-Meisterschaft auf der Sprintdistanz hinter der Siegerin Sophia Saller (0,75 km Schwimmen, 20 km Radfahren und 5 km Laufen) beim Maschsee-Triathlon |
| 23. Juni 2014 | 3    | Citytriathlon Heilbronn                | Heilbronn         | 03:31:15 | |
| 31. Aug. 2013 | 16   | DTU Deutsche Triathlon-Meisterschaften | Hannover          | 01:05:27 | Deutsche Triathlon-Meisterschaft auf der Sprintdistanz |
| 4. Aug. 2013  | 1    | Frankfurt-City-Triathlon               | Frankfurt am Main | 02:09:45 | |
| 22. Juli 2012 | 9    | ITU Triathlon European Cup             | Genf              | 02:25:03 | erstes Rennen der Saison im Triathlon-Europacup |
| 7. Aug. 2011  | 1    | Frankfurt-City-Triathlon               | Frankfurt am Main | 02:16:39 | Siegerin vor Julia Wagner |
| 3. Juli 2011  | 3    | Alpen-Triathlon                        | Schliersee        |          | mit der schnellsten Laufzeit auf dem dritten Rang |
| 8. Mai 2011   | 5    | Siegerland-Cup                         | Buschhütten       |          | in Kreuztal-Buschhütten |
| 18. Juli 2010 | 1    | Münster City Triathlon                 | Münster           | 02:04:22 | Deutsche Hochschulmeisterin 2010 |
| 20. Juni 2010 | 1    | Erdinger Stadttriathlon                | Erding            | 02:13:46 | Sieg vor Daniela Sämmler und Meike Krebs (1,5 km Schwimmen, 44 km Radfahren, 10 km Laufen)                                                                            |
| 2010          | 3    | Volcano Triathlon                      | Lanzarote         | 02:29:44 | 1,5 km Schwimmen, 40 km Radfahren und 10 km Laufen |

| Datum/Jahr    | Rang | Wettbewerb                      | Austragungsort | Zeit     | Bemerkung |
| ------------- | ---- | ------------------------------- | -------------- | -------- | --- |
| 8. Apr. 2018  | 1    | Triathlon de Portocolom         | Portocolom     | 04:15:30 | |
| 10. Dez. 2016 | 10   | Ironman 70.3 Bahrain            | Manama         |          | drittes Rennen der „Challenge Triple-Crown-Serie“                                                                                              |
| 18. Juni 2016 | 1    | Ironman 70.3 Luxemburg          | Remich         | 04:17:28 | Das Rennen musste witterungsbedingt als Duathlon ausgetragen werden (5 km Laufen, 90,1 km Radfahren und 21,1 km Laufen)                        |
| 5. Juni 2016  | 4    | Ironman 70.3 Kraichgau          | Kraichgau      | 04:34:28 | [ 5 ] |
| 7. Mai 2016   | 4    | Ironman 70.3 Mallorca           | Alcúdia        | 04:41:03 | fünfter Start bei der sechsten Austragung |
| 13. Sep. 2015 | 1    | Ironman 70.3 Rügen              | Binz           | 04:26:56 | erster Sieg auf der Mitteldistanz |
| 30. Aug. 2015 | 14   | Ironman 70.3 World Championship | Zell am See    | 04:36:14 | |
| 9. Aug. 2015  | 4    | Ironman 70.3 Germany            | Wiesbaden      | 04:22:19 | [ 7 ] |
| 20. Juni 2015 | 2    | Ironman 70.3 Luxemburg          | Remich         | 04:20:40 | [ 8 ] |
| 9. Mai 2015   | 10   | Ironman 70.3 Mallorca           | Alcúdia        | 04:43:40 | |
| 14. Sep. 2014 | 4    | Ironman 70.3 Rügen              | Binz           | 04:27:58 | Die Erstaustragung wurde witterungsbedingt ohne die Schwimmdistanz als Duathlon ausgetragen (5 km Laufen, 90 km Radfahren und 21,1 km Laufen). |
| 25. Mai 2014  | 8    | Ironman 70.3 Austria            | St. Pölten     | 04:31:36 | |
| 10. Mai 2014  | 6    | Ironman 70.3 Mallorca           | Alcudia        | 04:33:38 | |
| 5. Okt. 2013  | 7    | Ironman 70.3 Lanzarote          | Lanzarote      | 04:56:56 | |
| 8. Sep. 2013  | 4    | Ironman 70.3 Luxemburg          | Remich         | 04:27:44 | |
| 11. Aug. 2013 | 9    | Ironman 70.3 Germany            | Wiesbaden      | 04:48:02 | Ironman 70.3 European Championship |
| 11. Mai 2013  | 5    | Ironman 70.3 Mallorca           | Alcudia        | 04:33:16 | |
| 7. Apr. 2013  | 1    | Triathlon de Portocolom         | Portocolom     | 04:09:23 | 1 km Schwimmen, 100 km Radfahren und 10 km Laufen                                                                                              |
| 10. Juni 2012 | 10   | Challenge Kraichgau             | Kraichgau      | 04:37:43 | Europameisterschaft auf der Mitteldistanz |
| 12. Mai 2012  | 3    | Ironman 70.3 Mallorca           | Alcudia        | 04:47:11 | |
| 14. Aug. 2011 | 10   | Ironman 70.3 Germany            | Wiesbaden      | 05:02    | |
| 5. Juni 2011  | 6    | Challenge Kraichgau             | Bad Schönborn  | 04:40:53 | auf der Mitteldistanz |
| 15. Aug. 2010 | 12   | Ironman 70.3 Germany            | Wiesbaden      | 05:02:35 | Siegerin in der Altersklasse 18–24 Jahre und damit qualifiziert für die Ironman 70.3 World Championship in Clearwater                          |

| Datum/Jahr    | Rang | Wettbewerb                                       | Austragungsort    | Zeit     | Bemerkung                                                          |
| ------------- | ---- | ------------------------------------------------ | ----------------- | -------- | ------------------------------------------------------------------ |
| 3. Juli 2016  | 3    | DTU Deutsche Meisterschaft Triathlon Langdistanz | Frankfurt am Main | 09:16:40 | Ironman European Championship – als Vierte beim Ironman Germany    |
| 26. Sep. 2015 | DNF  | Ironman Mallorca                                 | Alcúdia           | –        | Rennabbruch kurz nach der Halbmarathonmarke                        |
| 12. Juli 2015 | 9    | Challenge Roth                                   | Roth              | 09:39:59 |                                                                    |
| 27. Sep. 2014 | DNF  | Ironman Mallorca                                 | Alcúdia           | –        | Rennabbruch auf der Radstrecke bei der Erstaustragung auf Mallorca |
| 6. Juli 2014  | 10   | Ironman Germany                                  | Frankfurt am Main | 09:21:56 |                                                                    |
| 7. Juli 2013  | 28   | Ironman Germany                                  | Frankfurt am Main | 10:10:58 |                                                                    |

| Datum/Jahr    | Rang | Wettbewerb                                     | Austragungsort | Zeit     | Bemerkung                                      |
| ------------- | ---- | ---------------------------------------------- | -------------- | -------- | ---------------------------------------------- |
| 19. Jan. 2013 | 3    | International Lanzarote Duathlon               | Lanzarote      | 01:08:51 | hinter Eimear Mullan                           |
| 4. Nov. 2012  | 2    | Hugenotten Duathlon                            | Neu Isenburg   |          |                                                |
| 2. Sep. 2012  | 9    | ITU Long Distance Duathlon World Championships | Zofingen       | 07:46:28 | Duathlon-Weltmeisterschaft auf der Langdistanz |
| 13. Nov. 2011 | 2    | Rüsselsheimer Cross-Duathlon                   | Rüsselsheim    | 01:09:46 | Zweite hinter Jenny Schulz                     |
| 1. Mai 2011   | 3    | DTU Deutsche Duathlon Meisterschaft            | Oberursel      | 02:07:10 | Dritte auf der Kurzdistanz                     |
| 7. Nov. 2010  | 1    | Hugenotten Duathlon                            | Neu Isenburg   |          | 4,5 km Laufen, 20 km Radfahren und 4 km Laufen |

| Datum/Jahr   | Rang | Wettbewerb                        | Austragungsort | Zeit     | Bemerkung                                      |
| ------------ | ---- | --------------------------------- | -------------- | -------- | ---------------------------------------------- |
| 6. Sep. 2009 | 55   | Berglauf-Weltmeisterschaften 2009 | Madesimo       | 00:52:53 | Wettkampf über zwei Runden (8,6 km mit 550 hm) |

| Datum/Jahr    | Rang | Wettbewerb                | Austragungsort    | Zeit     | Bemerkung                                                     |
| ------------- | ---- | ------------------------- | ----------------- | -------- | ------------------------------------------------------------- |
| 31. Dez. 2015 | 2    | Frankfurter Silvesterlauf | Frankfurt am Main | 00:37:49 | Zweite bei der 37. Austragung; hinter Tinka Uphoff über 10 km |
| 10. März 2013 | 2    | Frankfurter Halbmarathon  | Frankfurt am Main | 01:18:38 | Zweite hinter Jenny Schulz                                    |
| 31. Dez. 2011 | 2    | Frankfurter Silvesterlauf | Frankfurt am Main | 00:36:56 | Zweite hinter Tinka Uphoff und vor Daniela Sämmler über 10 km |
| 25. Okt. 2009 | 46   | Frankfurt-Marathon        | Frankfurt am Main | 03:10:27 |                                                               |
| 31. Dez. 2010 | 3    | Frankfurter Silvesterlauf | Frankfurt am Main | 00:38:35 | 10 km                                                         |

(DNF – Did Not Finish)